# Manoir de Rosangat
Le manoir de Rosangat est un édifice situé à Lanvénégen en France.

## Localisation
Le manoir est situé sur le territoire de la commune de Lanvénégen, au lieu-dit Rosangat, dans le département du Morbihan en région Bretagne.

## Description
Le manoir actuel date du XVIIIe siècle. Édifice à un étage carré et un étage de comble,  élévation ordonnancée, construit en moellons de granite, toiture à longs pans couverte d'ardoises, croupe.

## Historique
Le manoir est construit en 1763 pour Pierre Le Canne avec les matériaux de l'édifice antérieur détruit ; intérieur remanié en 1850 ; moulin transformé en logis.
Il est inscrit à l'inventaire général du patrimoine culturel.